# 동사 (허목)
《동사(東事)》는 1667년 조선 현종 때 허목이 지은 사서이다. 동사에서는 환웅을 "신시씨"로 기술하고 있으며, 흑치열전에서 일본의 역사를 한국의 역사의 방계로 보는 것, 말갈열전에서 말갈의 역사를 한국의 역사의 일부로 보는 특징이 있다.